# Batalla d'Alcoraç
La batalla d'Alcoraç es va entaular el 15 de novembre del 1096 a prop de Osca (en àrab Washka) i va enfrontar l'exèrcit del Regne d'Aragó contra les tropes islàmiques de l'Emirat de Saraqusta. La batalla es va produir quan l'Emirat de Saraqusta decidí enviar un poderós exèrcit contra les tropes aragoneses que estaven duent a terme el Setge de Washka. La batalla finalitzà amb la victòria dels aragonesos i, ja sense possibilitats de rebre socors, la posterior caiguda de Madina Washka, que fou rebatejada amb el nom en aragonès Uesca (en català: Osca; en castellà: Huesca).

## Antecedents
Sanç I d'Aragó i Pamplona, que va incorporar la corona de Navarra a la d'Aragó, va continuar amb no poc esforç la reconquesta aprofitant la croada predicada el 1064 pel papa Alexandre II per la conquesta dels territoris musulmans de la península Ibèrica, atorgant la remissió dels pecats a tots els combatents. L'expedició a Barbastre del 1064, a la qual es van aliar tropes papals i aquitanes, fou preparada a Barcelona en una reunió del legat pontifici Hug Candi i el comte Ramon Berenguer I de Barcelona.
Vers el 1085 Sanç I d'Aragó i Pamplona va llençar un exèrcit des de Jaca cap a Washka, la ciutat més important entre la ribera de l'Ebre i els Pirineus aconseguint ocupar progressivament la zona compresa entre els rius Isuela i Flumen amb l'ocupació de dotze viles situades entorn de la ciutat. S'inicià d'aquesta manera el Setge de Washka, consolidat amb la fortificació del Castell de Montaragó, on les tropes aragoneses establiren el seu campament, i on, amb les recaptacions, va començar a construir el panteó reial al monestir de Sant Joan de la Penya. Un segon exèrcit procedent de Nocito va conquerir el castell de Santa Eulàlia i ocupà el territori comprès entre el Flumen i l'Alcanadre.
Però el 4 de juny de 1094, durant el Setge de Washka, el rei Sanç I d'Aragó i Pamplona va morir a conseqüència de les ferides provocades per una sageta llençada per un ballester sarraí quan revisava la muralla i el seu fill Pere I d'Aragó va jurar continuar el setge. El seu cos fou dut al Monestir de Montaragó.
Després de sis mesos de setge, l'emir de Saraqusta Ahmed II Ibn Yusuf al-Mustain va reunir un poderós exèrcit de socors a Saraqusta format per tropes musulmanes i contingents castellans comandades per García de Cabrera i tropes rioixanes comandades per García Ordóñez de Nájera en un suprem esforç per evitar la caiguda de Washka en mans dels aragonesos.

## Batalla
Pere I d'Aragó va dividir l'exèrcit en tres cossos; una avantguarda dirigida per l'Infant Alfons Sánchez, el centre comandat per Bacalla de Luna i la rereguarda comandada per ell mateix. Es van afegir al contingent 50 peons de Biescas, i Fortún Maça comandant 300 peons gascons armats amb maces.
En aquesta batalla fou essencial la presa del Pueyo Sancho (Sant Jordi), que va tallar les comunicacions dels musulmans amb la rereguarda.

## Conseqüències
Ja sense possibilitats de rebre cap socors, Washka acabà rendint-se al rei Pere I d'Aragó el 24 de novembre del 1096. Un mes després, el 27 de desembre del 1096, el feu entrada triomfal a la ciutat. La victòria aconseguida a les planes d'Alcoraç, prop de Washka, permeté als reis d'Aragó sortir dels contraforts pirinencs i expansionar els seus dominis per les terres del Somontano, pas previ a l'annexió, poc després, de la fèrtil Vall de l'Ebre.
Els musulmans que van romandre a la ciutat van veure respectades les seves propietats, usos, costums i religió, però van haver de situar-se als barris del sud-est, entre les dues muralles, mentre els jueus ocupaven el barri oest.

## Llegendes i significació històrica de la Batalla d'Alcoraç

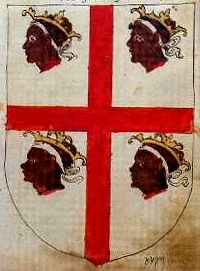
Creu d'Alcoraz

- Sant Jordi, patró del Regne d'Aragó: Una llegenda històrica assegura que enmig de la batalla, i quan la victòria semblava decantar-se per a les tropes islamo-luses, aparegué sant Jordi al camp de batalla i encoratjà la reacció aragonesa. Aquest, finalment, cabdellats pel rei Pere I d'Aragó, obtingueren la victòria. A partir del segle xiii, es popularitzà la protecció de sant Jordi sobre el Regne d'Aragó, donant lloc a la tradició de noves aparicions en altres combats.
- Creu d'Alcoraç: També segons la llegenda, després de la batalla les tropes aragoneses trobaren quatre caps decapitats dels principals cabdills sarraïns. En honor de la victòria aconseguida gràcies a sant Jordi, els reis d'Aragó adoptaren com a senyal reial una Creu de Sant Jordi amb els quatre caps de sarraïns vençuts a la Batalla d'Alcoraç; per aquesta raó, aquest escut és conegut amb el nom de Creu d'Alcoraç. Malgrat que aquesta llegenda situa la llegendària creació de la Creu d'Alcoraç l'any 1096, aquest escut no aparegué en els registres històrics fins 200 anys després, durant el segle xiv, sent el primer a emprar-la el rei Pere III d'Aragó "el Gran".